# Fontaine-sous-Jouy

Fontaine-sous-Jouy este o comună în departamentul Eure, Franța. În 1 ianuarie 2022 avea o populație de 848 de locuitori.